# Roland MC-505

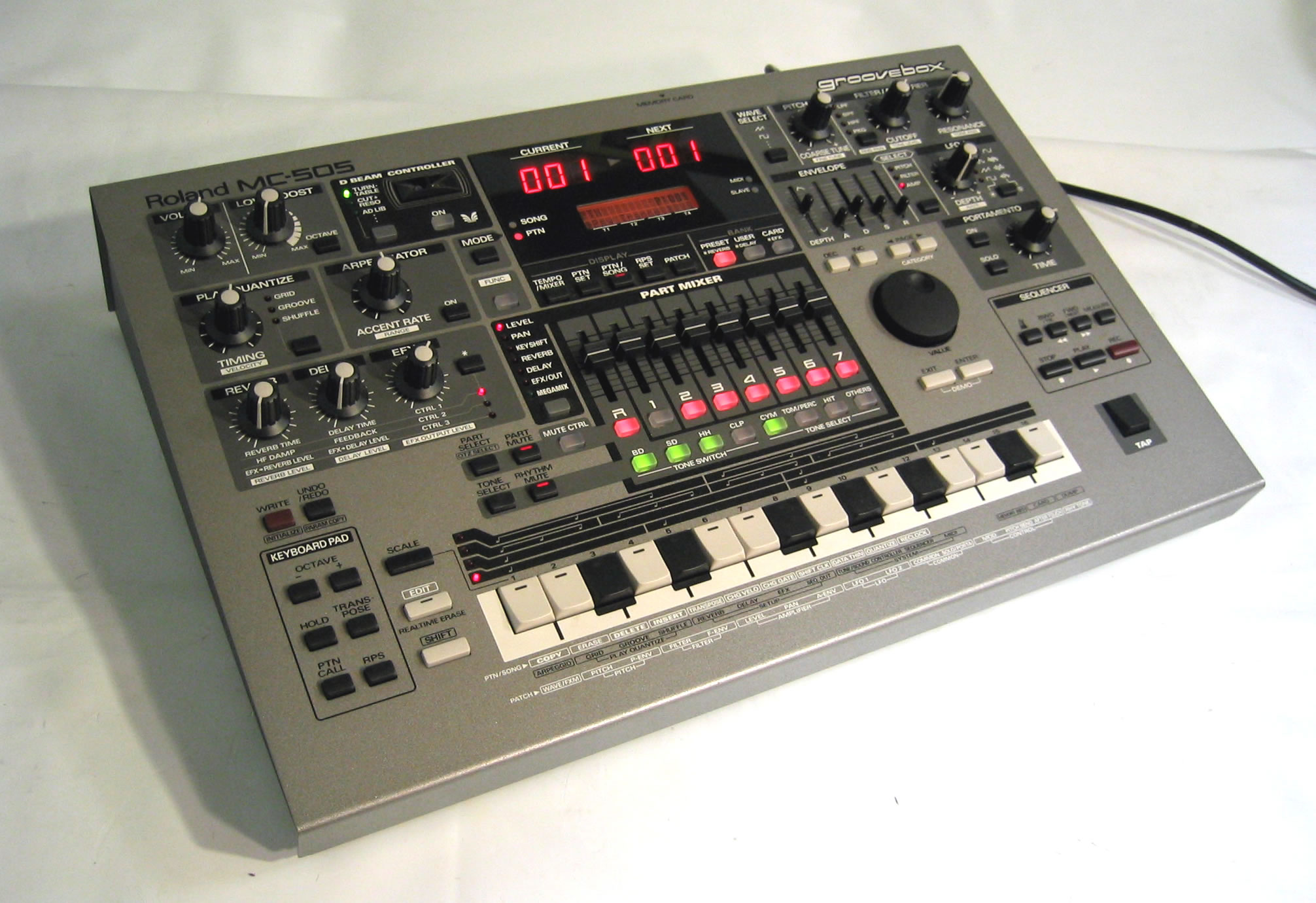
Roland MC-505.

## Description
La Roland MC-505 "groovebox" est un instrument de musique électronique grand public du constructeur japonais Roland apparu en 1998. 
L'instrument reprend un contrôleur MIDI, un séquenceur, une boite à rythme et une série d'éléments de synthèse musicale : arpégiateur, oscillateur, filtre contrôlé en tension, ajustement de l'enveloppe sonore. 
Il succède au Roland MC-303. Une version "synthétiseur live", dotée d'un clavier est également disponible sous la référence Roland JX-305 Groovesynth. La gamme a ensuite évolué avec les Roland D2, Roland MC-307, Roland MC-909,  Roland MC-808 et la Roland MC-707 sortie en 2019.

## Caractéristiques
Caractéristiques techniques principales de la MC-505:
- Générateur de son 64 notes / voix de polyphonie
- séquenceur 8-pistes (plus une piste de contrôle muette)
- 512 sons embarqués, 256 sons enregistrables par l'utilisateur, 26 rythmes / kits de batterie
- 714 patterns pré-installés, 200 patterns enregistrables par l'utilisateur. 32 pas maximum par pattern.
- Stockage instantané jusqu'à 50 morceaux (enchaînements de patterns)
- 3 unités multi-effets (24 effets dont reverbe et delay)
- Connecteurs MIDI
- modulateur infrarouge D-Beam
- lecteur de carte SmartMedia pour étendre la mémoire utilisateur

## Accueil public
Si la MC-505 adresse une partie des limitations de la MC-303 (notamment en permettant le chargement de sons supplémentaires et en multipliant les boutons de contrôles manuel, permettant de la sorte une utilisation plus flexible en improvisation live), quelques concessions restent cependant faites pour garder le prix abordable, notamment sur la qualité de l'écran (défaillant en cas de surchauffe de l'appareil). Le problème sera réglé dans les versions ultérieures. 
A son époque, elle a toutefois permis à des jeunes musiciens de se lancer dans la création de musique électronique sans devoir investir de sommes trop importantes et fut un incontestable succès bien au delà de la seule scène du DJing et de la techno pour laquelle elle avait été conçue. 
D'un point de vue musical, c'est surtout l'absence de sampler qui est limitatif et incitera les utilisateurs à préférer un instrument plus polyvalent. 